# Francesca Pattaro
Francesca Pattaro (* 12. März 1995 in Este) ist eine ehemalige italienische Radrennfahrerin, die Rennen auf Bahn und Straße bestreitet.

## Sportliche Laufbahn
2013 wurde Francesca Pattaro gemeinsam mit Arianna Fidanza, Michela Maltese, Maria Vittoria Sperotto und Svetlana Vasilieva Junioren-Europameisterin in der Mannschaftsverfolgung und gehörte in den folgenden Jahren zum italienischen Frauen-Vierer in der Klasse U23. 2016 wurde sie mit  Martina Alzini, Michela Maltese und Claudia Cretti Vize-Europameisterin (U23) in der Mannschaftsverfolgung.
Ebenfalls 2016 wurde Pattaro für die Teilnahme an den Olympischen Spielen in Rio de Janeiro nominiert, wo sie gemeinsam mit Beatrice Bartelloni, Simona Frapporti und Silvia Valsecchi Rang sechs in der Mannschaftsverfolgung belegte. Im Jahr darauf wurde sie gemeinsam mit Martina Alzini, Marta Cavalli und Elisa Balsamo U23-Europameisterin in der Mannschaftsverfolgung. Ende 2020 beendete sie ihre Radsportlaufbahn.

## Erfolge

### Bahn
2013
- Junioren-Europameisterin – Mannschaftsverfolgung (mit Arianna Fidanza, Michela Maltese und Maria Vittoria Sperotto)

2014
- U23-Europameisterschaft – Mannschaftsverfolgung (mit Maria Giulia Confalonieri, Elena Cecchini und Beatrice Bartelloni)

2016
- Europameisterin – Mannschaftsverfolgung (mit Elisa Balsamo, Tatiana Guderzo, Simona Frapporti und Silvia Valsecchi)
- Europameisterschaft (U23) – Mannschaftsverfolgung (mit Claudia Cretti, Michela Maltese und Martina Alzini)
- Europameisterschaft (U23) – Einerverfolgung

2017
- Bahnrad-Weltcup in Pruszków – Mannschaftsverfolgung (mit Elisa Balsamo, Tatiana Guderzo und Silvia Valsecchi)
- Europameisterin (U23) – Mannschaftsverfolgung (mit Martina Alzini, Marta Cavalli und Elisa Balsamo)

2019
- Italienische Meisterin – Derny

### Straße
2017
- Mannschaftszeitfahren Setmana Ciclista Valenciana

## Teams
- 2016 BePink
- 2017 BePink Cogeas
- 2018 BePink
- 2019 BePink
- 2020 Astana Women’s Team